# Availles-Limouzine
Availles-Limouzine – miejscowość i gmina we Francji, w regionie Nowa Akwitania, w departamencie Vienne.
Według danych na rok 1990 gminę zamieszkiwały 1324 osoby, a gęstość zaludnienia wynosiła 23 osób/km² (wśród 1467 gmin regionu Poitou-Charentes Availles-Limouzine plasuje się na 219. miejscu pod względem liczby ludności, natomiast pod względem powierzchni na miejscu 21.).

## Współpraca
Miejscowość partnerska:
- Zaventem, Belgia